# Space Launch System
Lo Space Launch System (SLS) è un sistema di lancio orbitale super-pesante non riutilizzabile derivato dallo Space Shuttle e progettato dalla NASA, l’agenzia spaziale governativa degli Stati Uniti d'America.
Si tratta del sistema di lancio principale della NASA per i programmi futuri di esplorazione spaziale, nello specifico i voli lunari con equipaggio del programma Artemis e gli eventuali voli seguenti con equipaggio verso Marte.
La sua realizzazione segue la decisione dell'allora Presidente degli Stati Uniti d’America Barack Obama di cancellare il 1º febbraio 2011 il Programma Constellation, per via degli elevati costi di sviluppo. Gli obiettivi di Constellation prevedevano il ritorno dell'uomo sulla Luna in preparazione del primo sbarco con equipaggio su Marte.  Di conseguenza i vettori Ares I e Ares V vennero trasformati in un unico veicolo di lancio utilizzabile sia per l'equipaggio sia per il carico, secondo quanto dettato dal NASA Authorization Act del 2010.
Lo Space Launch System è stato lanciato con successo per la prima volta, dopo successivi slittamenti, il 16 Novembre 2022 alle 07:47 ore italiane dal John F. Kennedy Space Center Launch Complex 39B assieme all’Orion Multi-Purpose Crew Vehicle, nell’ambito della Artemis 1. Inoltre è previsto il lancio di missioni di esplorazione dello spazio profondo con e senza equipaggio, con l’obiettivo di mandare uomini in orbita marziana nel 2033.

## Descrizione

### Motivazioni

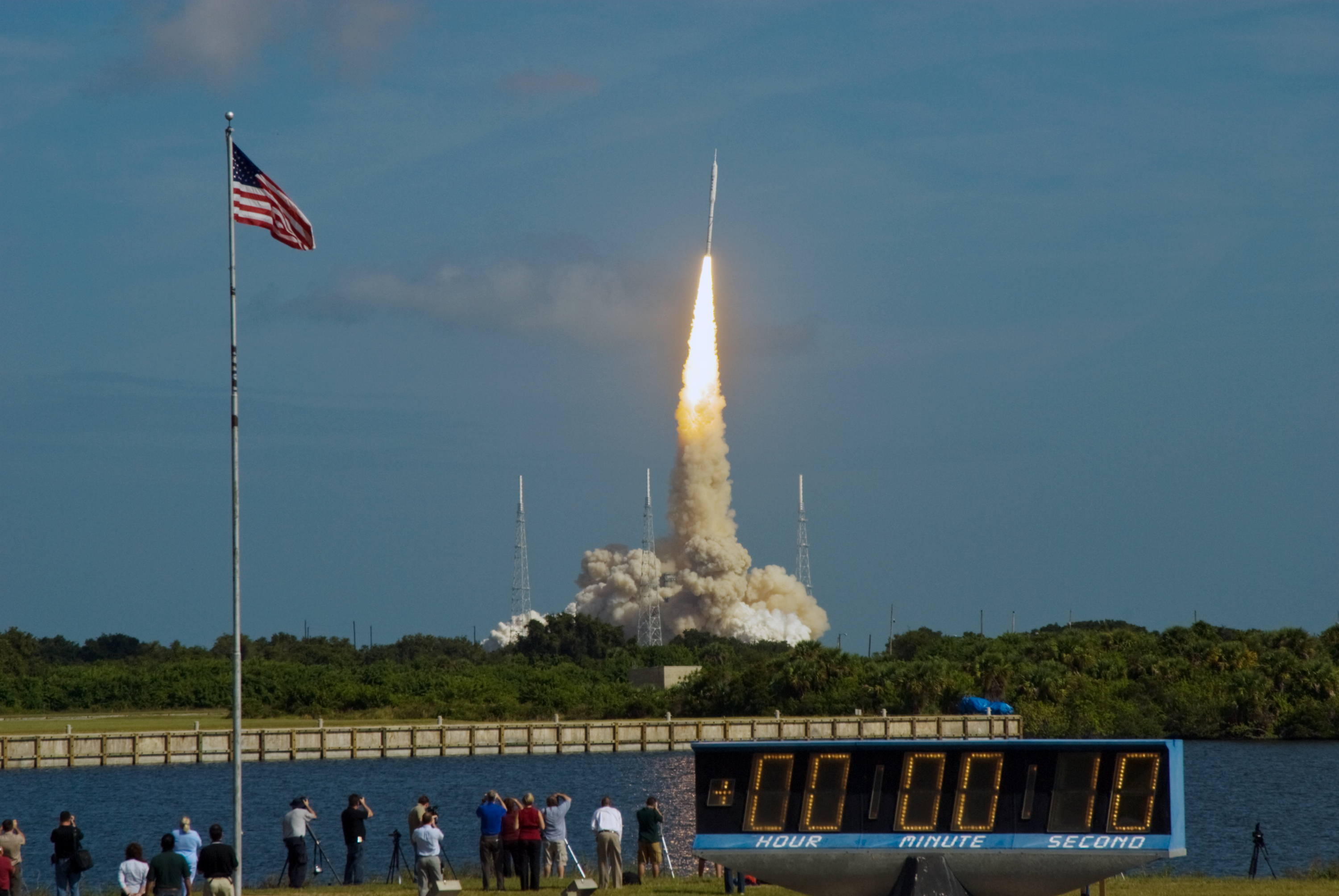
L'unico volo del Programma Constellation, Ares I-X, eseguito con successo nel 2009

Il veicolo nasce dalle ceneri del Programma Constellation, avviato dal Presidente George W. Bush nel 2005 per sostituire l’obsoleta flotta degli Space Shuttle con la famiglia di lanciatori Ares e il veicolo spaziale Orion. Nell'ambito di questo Programma era previsto il ritorno dell'uomo sulla Luna nel 2018, seguito dallo sbarco su Marte nel 2030. Tuttavia la Commissione Augustine, istituita dall'allora neo-Presidente Barack Obama, dedusse che diversi ritardi avrebbero rimandato i voli agli anni 2020; si decise quindi di ridisegnare i vettori Ares in un unico più potente ed economico, abbandonando l’uso di componenti derivati dagli EELV (come il motore RS-68) e dal Programma Apollo (come il J-2X), e adottando quasi esclusivamente componenti dello Space Shuttle.

### Panoramica dello sviluppo
Lo Space Launch System venne ufficialmente annunciato il 14 settembre 2011, con l’obiettivo di portare l’uomo sulla superficie di Marte nella metà degli anni ’30.
Originariamente erano state previste 5 configurazioni, cronologicamente:
- Il Block 0, con 3 motori RS-25D al primo stadio, 2 SRB a 5 segmenti, e uno stadio superiore Delta Cryogenic Second Stage, adattato al Core Stage e denominato Interim Cryogenic Propulsion Stage, con capacità di 70 tonnellate in LEO;
- Il Block 1, identico al Block 0 ma con 4 RS-25D/E al primo stadio, con capacità di 70 tonnellate in LEO;
- Il Block 1A, con boosters potenziati e capacità di 105 tonnellate in LEO;
- Il Block 1B, con i classici SRB a 5 segmenti, ma con uno stadio superiore Exploration Upper Stage alimentato da 4 RL10-C-1 oppure 2 J-2X derivati dal J-2 del Saturn IB e V, con capacità di 105 tonnellate in LEO;
- Il Block 2, con boosters avanzati e uno stadio EUS dotato di 3 J-2X, con capacità di 130 tonnellate in LEO.

Il 31 luglio 2013, l'SLS superò la Preliminary Design Review (PDR). La revisione comprendeva tutti gli aspetti del design del SLS, dal razzo al supporto da terra alla logistica. Grazie al PDR l'SLS ottenne l'approvazione dall'amministrazione NASA per passare dalla fase di progettazione a quella di realizzazione degli articoli strutturali di test (STA).
Nel febbraio 2015 la NASA annunciò di non voler realizzare le configurazioni Block 0 e 1A, considerate non necessarie, preferendo a esse le Block 1, 1B e 2, testando le configurazioni da 70, 95 e 140 tonnellate in galleria del vento. Il 19 ottobre 2015 la NASA pubblicò un'immagine raffigurante tutti gli stadi evolutivi previsti per il vettore.

## Disegno

### Core Stage

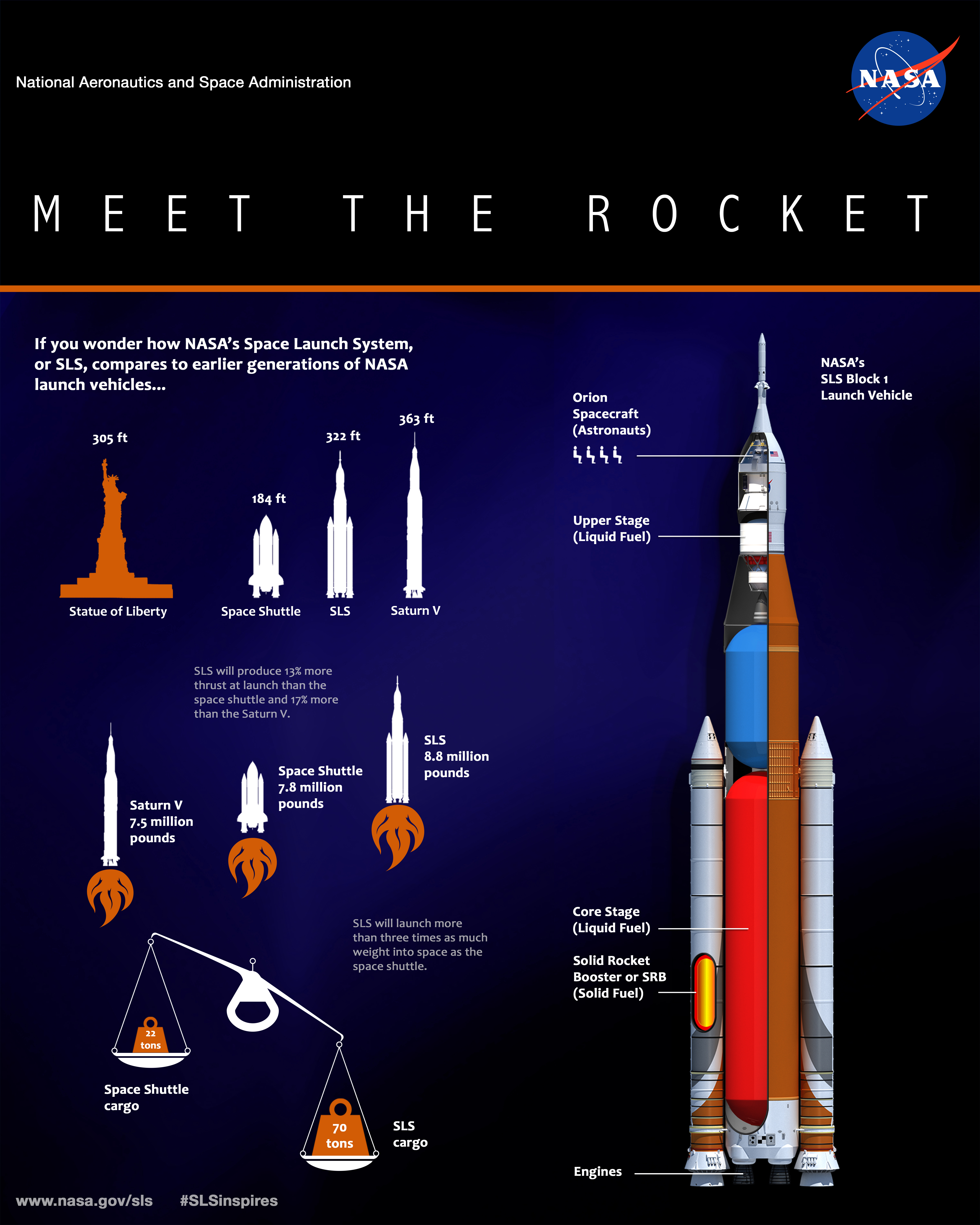
Schema interno dello Space Launch System, confrontato con lo Space Shuttle e il Saturn V

Il primo stadio del SLS è comune a tutte le configurazioni del veicolo e consiste in 5 parti principali: rete superiore (Forward Skin, FS), serbatoio dell'ossigeno liquido (LOX), serbatoio intermedio (IT), serbatoio dell'idrogeno liquido (LH2) e vano motori (Engine Section, ES). La costruzione di ciascuno di questi elementi è affidata a Boeing e avviene nel Michoud Assembly Facility di New Orleans. I test strutturali delle piattaforme, invece, vengono condotti dalla Marshall Space Flight Center Test Laboratory, che gestisce il design dello Structural Test Equipment (STE) e i supporti agli Structural Test Articles (STA). Lo stadio ha un diametro di 8,4 m e un'altezza complessiva di 64,6 m circa.
Il vano motori (ES) è costituito da 4 motori RS-25D/E ed è alto 5,24 m. Per le prime 4 missioni EM-1/SLS-1, EM-2/SLS-2, EM-3/SLS-3 ed EM-4/SLS-4 verranno utilizzati tutti i 16 motori RS-25D avanzati dal programma Space Shuttle, mentre da EM-5/SLS-5 verrà utilizzata una versione più leggera denominata RS-25E, progettata per non essere riutilizzata e attualmente in fase di test. Il Block 2 inizialmente doveva utilizzare 5 motori RS-25E, ma poi si è optato per utilizzare la stessa versione per tutti i Block, onde favorire il raffreddamento del vano.

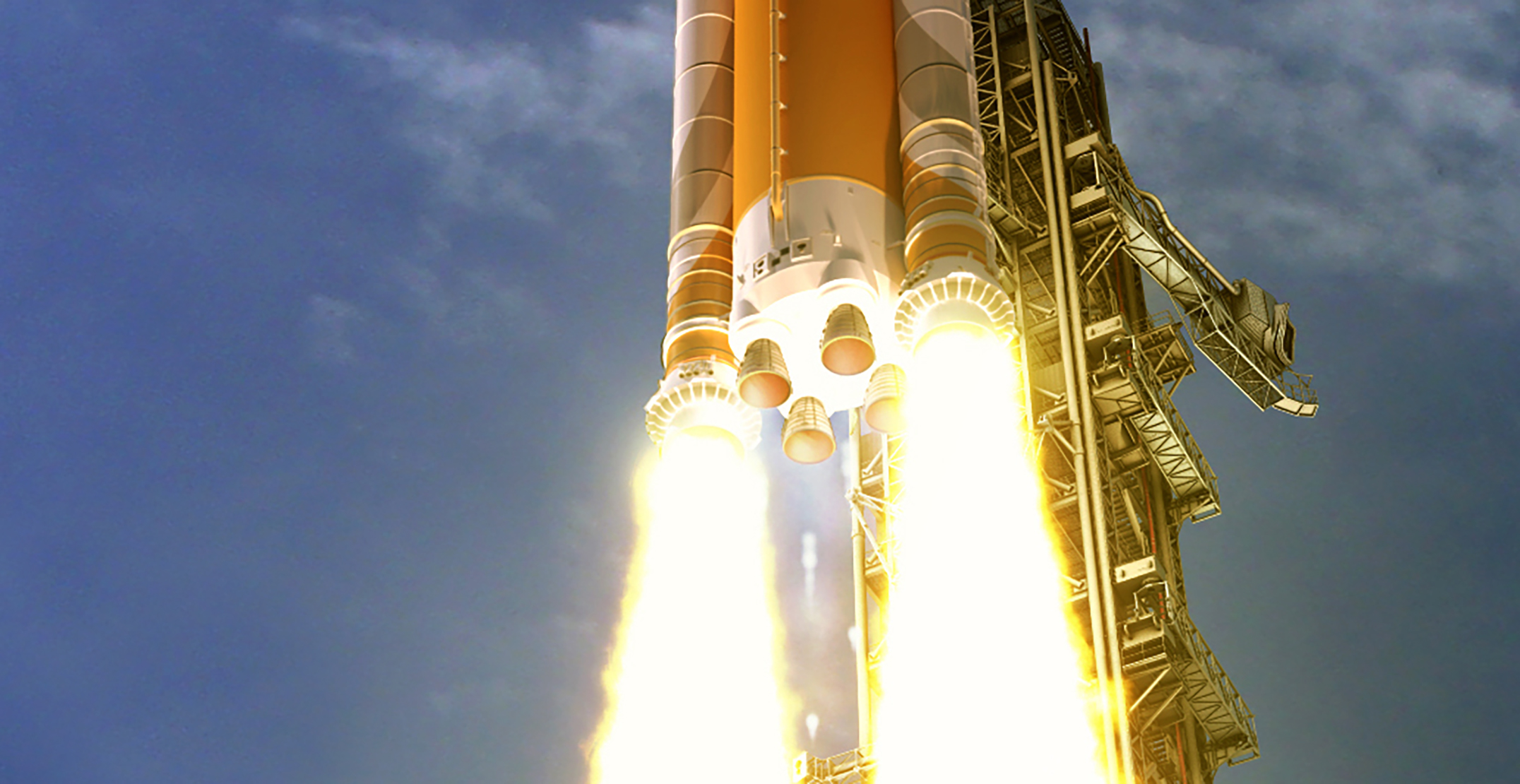
Rendering artistico del vano motori al lift-off

Per la EM-1 è previsto l'impiego dei motori ME-2045 (15 missioni precedenti, tra cui STS-135), ME-2056 (9 missioni precedenti, tra cui STS-114, ritorno al volo dopo il disastro del Columbia), ME-2058 (6 missioni precedenti, tra cui STS-133) ed ME-2060 (3 missioni precedenti, tra cui STS-135); nell'ambito di EM-2 i motori confermati per l'impiego sono il ME-2062 e ME-2063 (totalmente nuovi e costruiti sulla base dei pezzi di ricambio degli altri RS-25D, costituendo di fatto i primi RS-25E), il ME-2059 (5 missioni precedenti, tra cui STS-125 e STS-134) e il ME-2047 (15 missioni precedenti, tra cui STS-134). Per EM-3 verranno utilizzati i ME-2048 (4 missioni precedenti), ME-2054 (14 missioni precedenti, tra cui STS-114), ME-2057 (9 missioni precedenti, tra cui STS-125) e ME-2061 (3 missioni precedenti, tra cui STS-135), e infine per EM-4 i ME-2044 (13 missioni precedenti, tra cui STS-88), ME-2050 (11 missioni precedenti), ME-2051 (10 missioni precedenti) e ME-2052 (13 missioni precedenti, tra cui), esaurendo tutte le riserve attuali.
Tutti i motori RS-25E operano a bordo del SLS con una spinta del 111% rispetto al motore RS-25 originale, progettato negli anni settanta del secolo scorso prima di STS-1. Inoltre sono dotati di nuove Engine Control Unit (ECU) e nuovi software di controllo e insolazioni degli ugelli per ottimizzare il riscaldamento alla base del vettore.
Nel gennaio 2015 la NASA avviò i test di accensione dei motori RS-25 in preparazione all'uso sull'SLS, che vennero conclusi a settembre dello stesso anno, dimostrando allo stand A-1 dello Stennis Space Center un tempo di accensione massimo di 535 secondi a temperature ambientali comprese tra i 32 °C e i -1 °C, qualificandone definitivamente l'utilizzo a bordo del Core Stage.

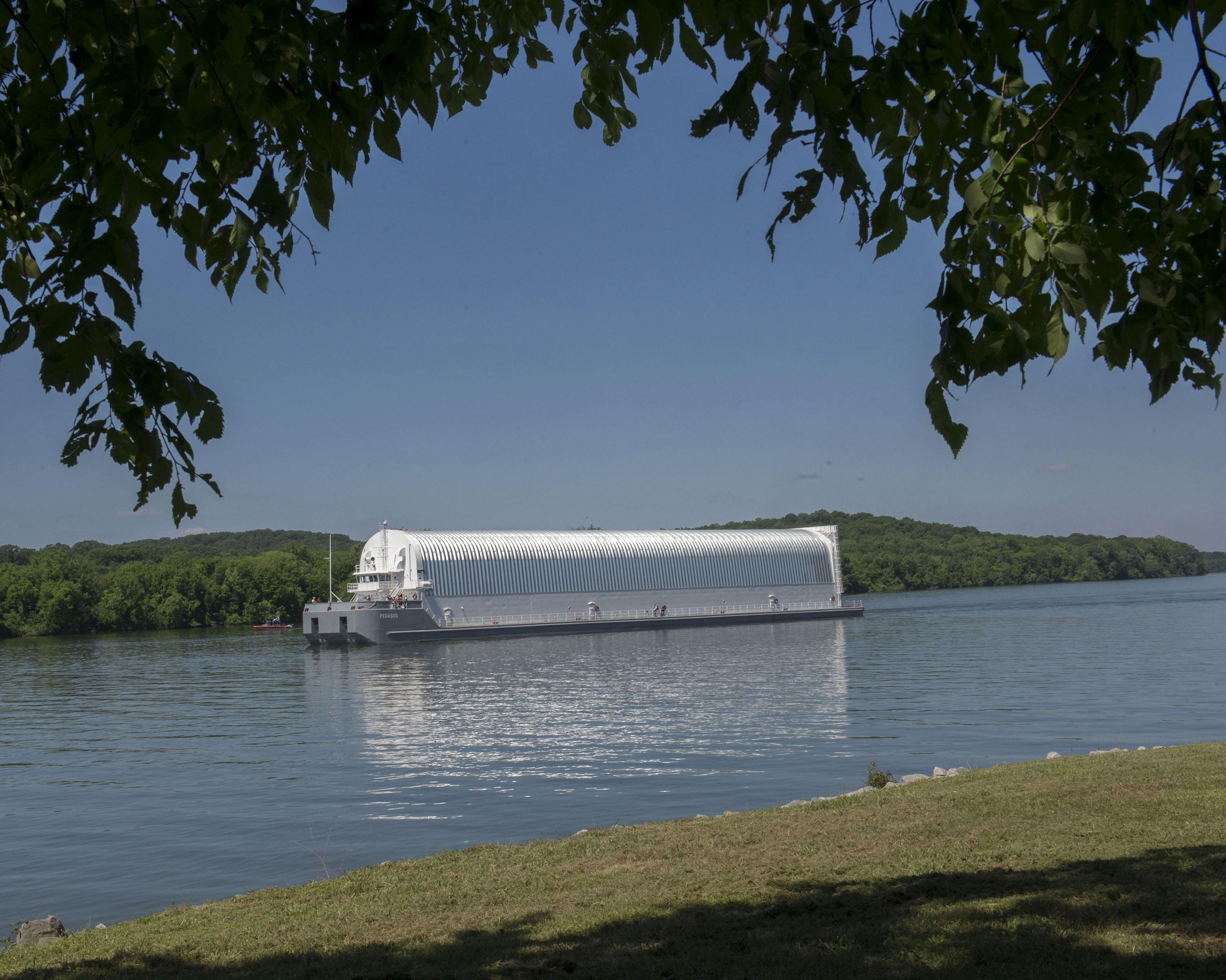
L'articolo di test strutturale del vano motori arriva al Marshall Space Flight Center il 15 maggio 2017 a bordo del traghetto Pegasus revisionato.

Le sezioni LOX, IT ed LH2 sono sostanzialmente identiche a quelle del serbatoio esterno dello Space Shuttle; il serbatoio dell'ossigeno liquido, posizionato nella parte immediatamente inferiore rispetto alla rete di aggancio dello stadio superiore, contiene 144 t di ossidante a una temperatura media di circa -183 °C. Il serbatoio dell'idrogeno liquido, invece, è molto più lungo rispetto a quello dell'ossigeno liquido per contenere 820 t di propellente mantenuto ad una temperatura media di circa -253 °C. Le strutture dei serbatoi LH2/LOX, in una lega di alluminio 2219 ultraleggero, sono tenute insieme da un serbatoio intermedio che contiene collegamenti elettrici. Infine, tutte queste strutture vengono ancorate all'interstadio attraverso una rete metallica nella parte superiore.
In cima al Core Stage del Block 1 si trova l'interstadio, denominato Launch Vehicle Stage Adapter (LVSA), che costituisce l'elemento di contatto tra il Core Stage e lo stadio ICPS.
Per trasportare in modo ottimale il Core Stage dal Michoud Assembly Facility agli altri centri della NASA viene utilizzata la stessa Pegasus Barge proveniente dallo Space Shuttle, ma revisionata e allungata per poter ospitare il nuovo stadio; le dimensioni finali del traghetto sono di 94,4 m di lunghezza (di cui 73,15 m utilizzabili), 15,24 m di larghezza (di cui 10,97 m utilizzabili) e 12,49 m di altezza. Inoltre, durante i viaggi, lunghi dai 7 ai 10 giorni, al suo interno vengono eseguiti test strutturali sul Core Stage.

### Stadio superiore

#### Interim Cryogenic Propulsion Stage
Lo Space Launch System Block 1 comprende uno stadio superiore denominato Interim Cryogenic Propulsion Stage, prodotto da Boeing, fondamentalmente identico al Delta Cryogenic Second Stage utilizzato sul Delta IV e alimentato da un singolo motore RL10-B-2 a idrogeno e ossigeno liquidi, con una spinta complessiva di 106,8 kN circa. La scelta di questo stadio preesistente risiede nella sua relativamente facile adattabilità all'hardware dell'SLS e alla sua affidabilità testata negli anni di servizio sulla famiglia Delta IV, rispettando la tabella di marcia per i primi 2 voli di Orion. Le modifiche richieste per incontrare i parametri e le caratteristiche necessarie alla NASA nell'ambito di EM-1 consistono nell'allungamento del serbatoio dell'idrogeno, l'aggiunta di serbatoi di idrazina per il Controllo di assetto e modifiche minori all'avionica.

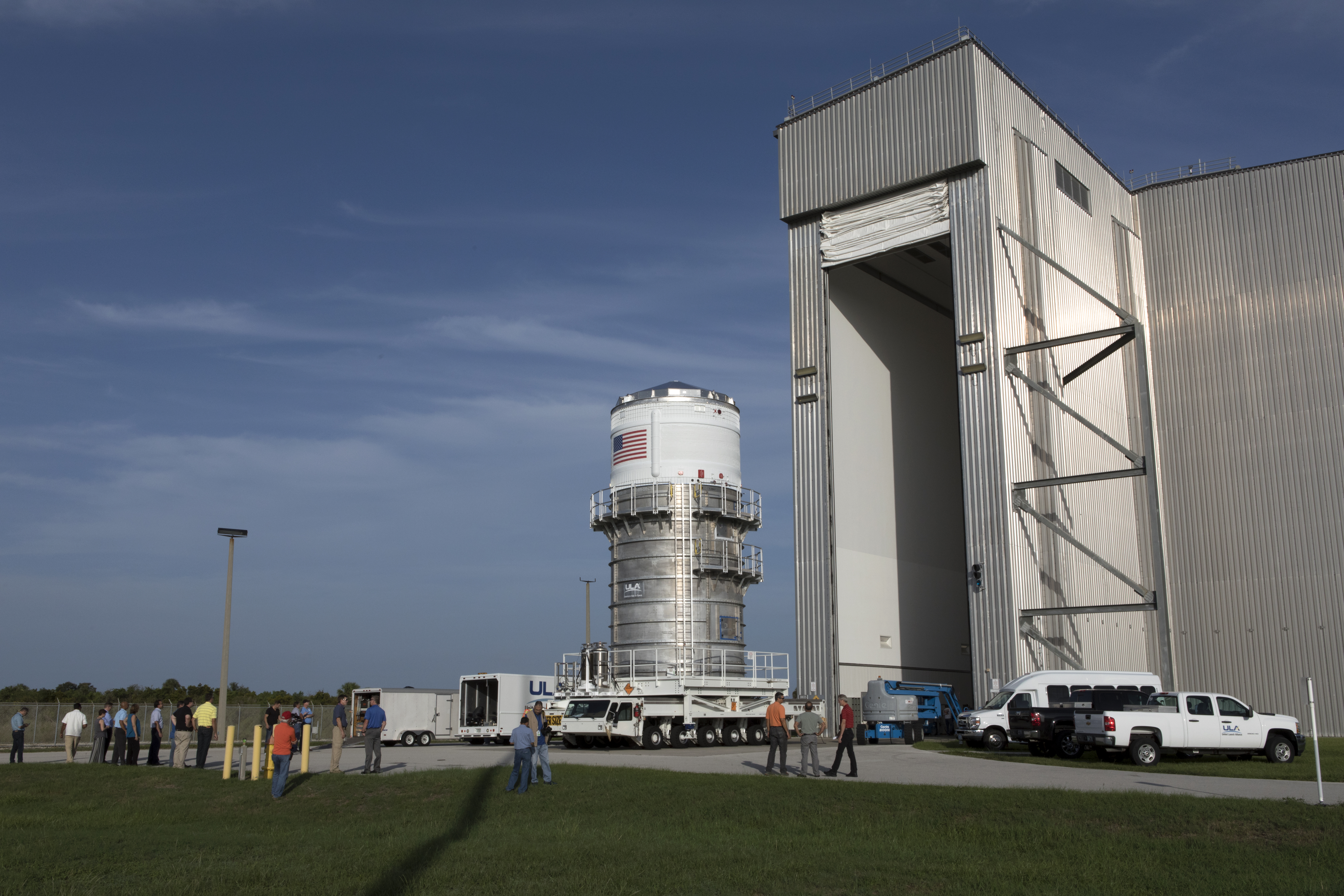
LInterim Cryogenic Propulsion Stage per EM-1 esce dal Delta Operations Center della CCAFS per il trasporto alla Space Station Processing Facility del Kennedy Space Center

Nell'ambito della Exploration Mission 1 l'ICPS fornirà la grande spinta necessaria all'Orion per volare oltre la Luna prima di tornare verso la Terra. Per le missioni successive a lunga durata nello spazio profondo, questo stadio verrà sostituito da un altro più potente, in modo da permettere a un equipaggio o una sonda di raggiungere luoghi del Sistema solare mai esplorati prima, come gli asteroidi e Marte. Nell'ambito della stessa missione l'adattatore dello stadio al veicolo Orion sarà capace di trasportare 13 satelliti del tipo CubeSat in scompartimenti presenti ai suoi lati vuoti interni, dalle dimensioni non superiori a 4,4” x 9,4” x 14,4” l'uno.
Il 27 luglio 2017 l'Interim Cryogenic Second Stage previsto per il volo inaugurale del SLS è stato spostato dal Delta Operations Center della United Launch Alliance per lo spostamento verso la Space Station Processing Facility, dove verrà pulito e mantenuto in una camera bianca fino all'arrivo degli altri componenti dell'Exploration Mission 1, quando verrà integrato nel Vehicle Assembly Building. Essendo l'unico volo previsto per questo stadio, non è stato certificato per il volo umano, e anche se l'Orion EM-1 è completo dei sistemi di supporto vitale la missione non trasporterà equipaggio.

#### Exploration Upper Stage
Gli Space Launch System Block 1B e i primi Block 2 includono un nuovo secondo stadio denominato Exploration Upper Stage, composto da un insieme di 4 RL10-C-1 a idrogeno e ossigeno liquidi, ciascuno dei quali capace di generare una spinta di 102,3 kN con un carico di propellente massimo di 129.274 kg, per una spinta totale di 409,2 kN nel vuoto e 465,5 secondi di impulso specifico. L'EUS ha una lunghezza di 18 m per soddisfare i requisiti della rampa di lancio e permettere agli equipaggi un accesso sicuro al veicolo Orion; i serbatoi LH2/LOX sono sferoidi rispettivamente di 8,4 m e 5,5 m di diametro. Il piano di volo attuale prevede un volo cargo del nuovo Block 1B nel 2022 con a bordo la sonda Europa Clipper, per qualificarne l'utilizzo con equipaggio in vista del volo EM-2, previsto nel 2023. Lo stadio è capace di eseguire fino a 5 riaccensioni in orbita (con tempo di accensione massimo di 800 secondi l'una) per un periodo superiore ai 5 giorni tra una e l'altra, rendendo di fatto estremamente versatile questo stadio con tasso di successo 499/500. L'EUS sarà fornito con 4 RL10 in tutte le configurazioni del Block 1B, ma si prevede la loro sostituzione con 1 o 2 motori J-2X quando verranno avviate le missioni marziane; la motivazione risiede nella maggiore spinta di quest'ultimo motore, di cui una sola unità produce ben 1,307 kN, ovvero 3 volte la spinta di 4 RL10-C-1, al costo di una lieve perdita di impulso specifico. Inoltre l'adozione del J-2X permetterà di riutilizzare un motore già sviluppato e testato nell'ambito del Programma Constellation, di cui attualmente esistono 3 esemplari in scala 1:1.

### Altri stadi superiori

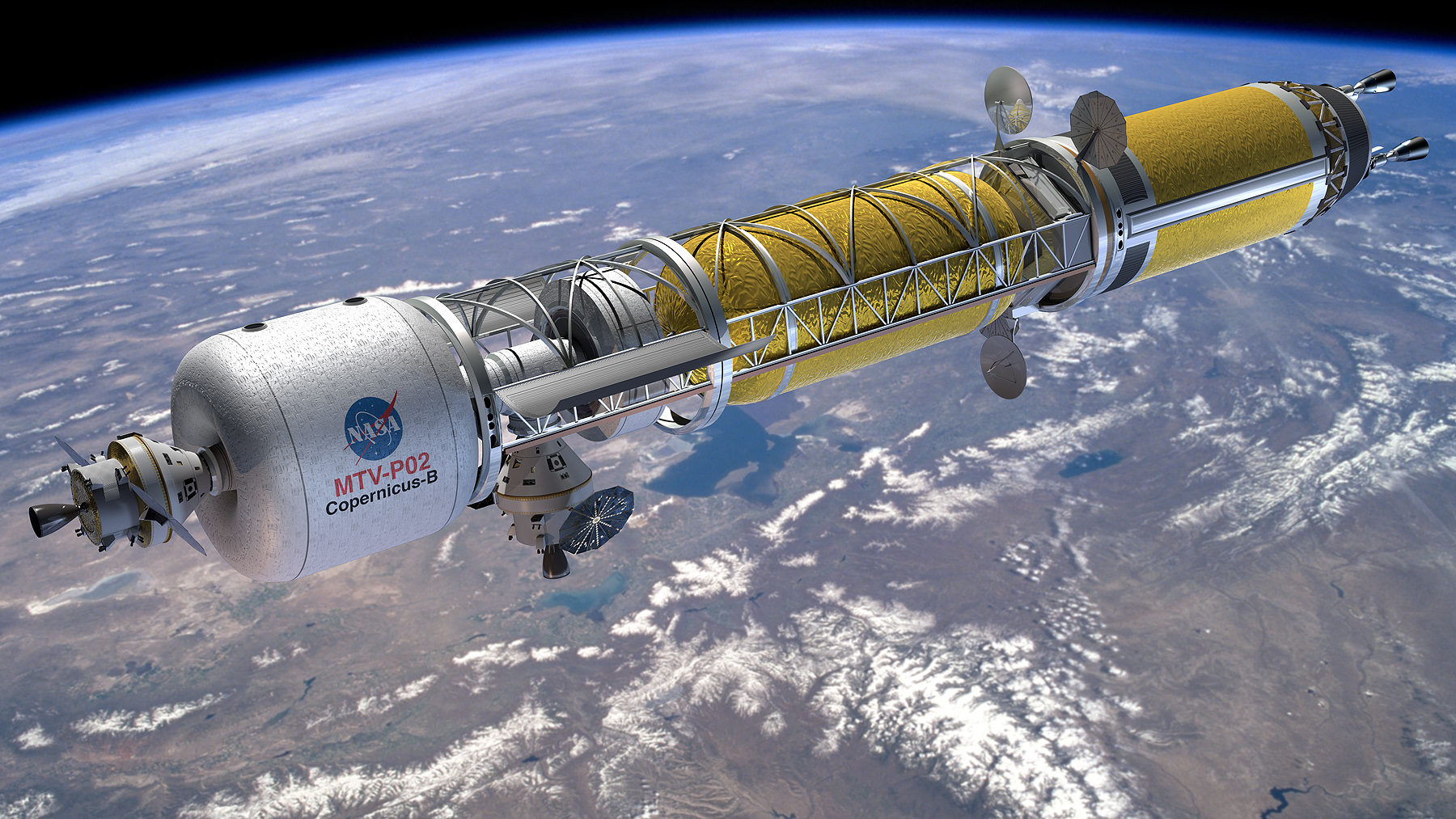
Rendering artistico del Bimodal Nuclear Thermal Rocket parte del Mars Transfer Vehicle (MTV), che verrà assemblato in orbita da 2 carichi cargo dell'SLS Block 2.

- Rendering artistico del Bimodal Nuclear Thermal Rocket parte del Mars Transfer Vehicle (MTV), che verrà assemblato in orbita da 2 carichi cargo dell'SLS Block 2.Prima della cancellazione del Block 1A,[86] la NASA prevedeva di utilizzare per il Block 2 l'Earth Departure Stage, alimentato da 2 motori J-2X;[87][88]
- Nel 2013 la NASA considerò di utilizzare uno stadio superiore con 2 motori MB-60 (carico utile, 97 t in LEO, 32,6 t in TMI e 8,5 t verso Europa), oppure uno stadio con un J-2X (meno efficiente degli RL10, carico utile di 105,2 t in LEO, 31,6 t in TMI e 7,1 t verso Europa);[89]
- Nel 2014, la NASA pensò di utilizzare il Vinci europeo al posto del RL10 a bordo dell'Exploration Upper Stage, dato che avrebbe offerto lo stesso impulso specifico con un 64% di spinta maggiore, consentendo di rimuovere uno o due motori mantenendo le stesse prestazioni a un costo inferiore;[90]
- È in fase di studio al Marshall Space Flight Center uno stadio superiore capace di raggiungere destinazioni oltre l'orbita bassa terrestre utilizzando razzi a motori termonucleari (NTR). Nei test a terra gli NTR dimostrarono in diverse occasioni di essere 2 volte più efficienti rispetto ai propulsori chimici più avanzati, consentendo tempi di trasferimento più brevi e maggiori capacità di carico. Un volo di andata e ritorno verso Marte fatto con un NTR sarebbe lungo 3-4 mesi,[91] rispetto agli 8-9 mesi che sarebbero necessari con motori chimici.[92] Quindi l'equipaggio sarebbe esposto per molto meno tempo a raggi cosmici, molto pericolosi e difficili da schermare.[93][94][95] Infine il suo utilizzo venne incluso nella Mars Design Reference Architecture (DRA), che stabilisce le linee guida da adottare per una futura spedizione con equipaggio verso Marte.[96][97]

### Booster
Oltre alla spinta prodotta dai motori del primo stadio, i primi due minuti di volo vengono sostenuti da due razzi ausiliari montati sui lati del medesimo.

#### Solid Rocket Boosters (SRB) a 5 segmenti

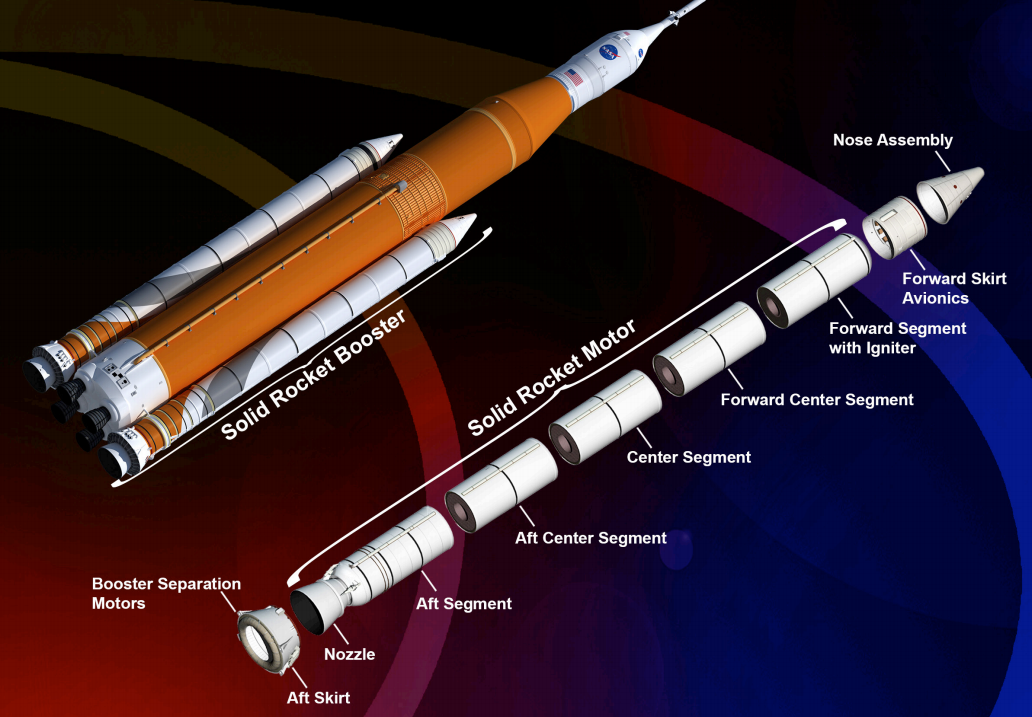
Schema riassuntivo delle componenti di ciascun SRB nella configurazione Block 1

I Block 1 e 1B utilizzano dei Solid Rocket Boosters (SRB) a 5 segmenti derivati dallo Space Shuttle. A differenza degli originali boosters a 4 segmenti questi non saranno recuperati e affonderanno nell'Oceano Atlantico. Ciò è dovuto ai costi legati alla loro revisione dopo il lancio, alla loro sicurezza a seguito del disastro del Challenger, avvenuto nel 1986, e per incrementare il carico lanciabile eliminando tutte le pesanti strutture di recupero come i paracadute. Ciascun SRB è lungo 53,95 m, ha un diametro di 3,66 m, una massa a pieno di 726 tonnellate, è alimentato da acrilonitrile polibutadiene (PBAN), ha un tempo di accensione di 126 secondi e una spinta complessiva di 16 MN sul livello del mare. Questi SRB vengono costruiti da Orbital ATK nello Utah.
Il più grande componente dello Space Launch System è il motore a razzo a propellente solido a 5 segmenti. Esso viene sottoposto a un rigoroso processo di ispezione per confermare l'attendibilità di ciascun razzo al volo. La parte alta del SRB contiene le avioniche del booster che gli permettono di comunicare con quelle del SLS al fine di monitorarne le condizioni e governare lo scarico del proprio ugello. La gonna a poppa contiene il sistema di controllo vettoriale della spinta (TVC) che guida l'ugello in base ai comandi dell'avionica del booster. Il tronco e il cono del naso fungono da carenatura aerodinamica.

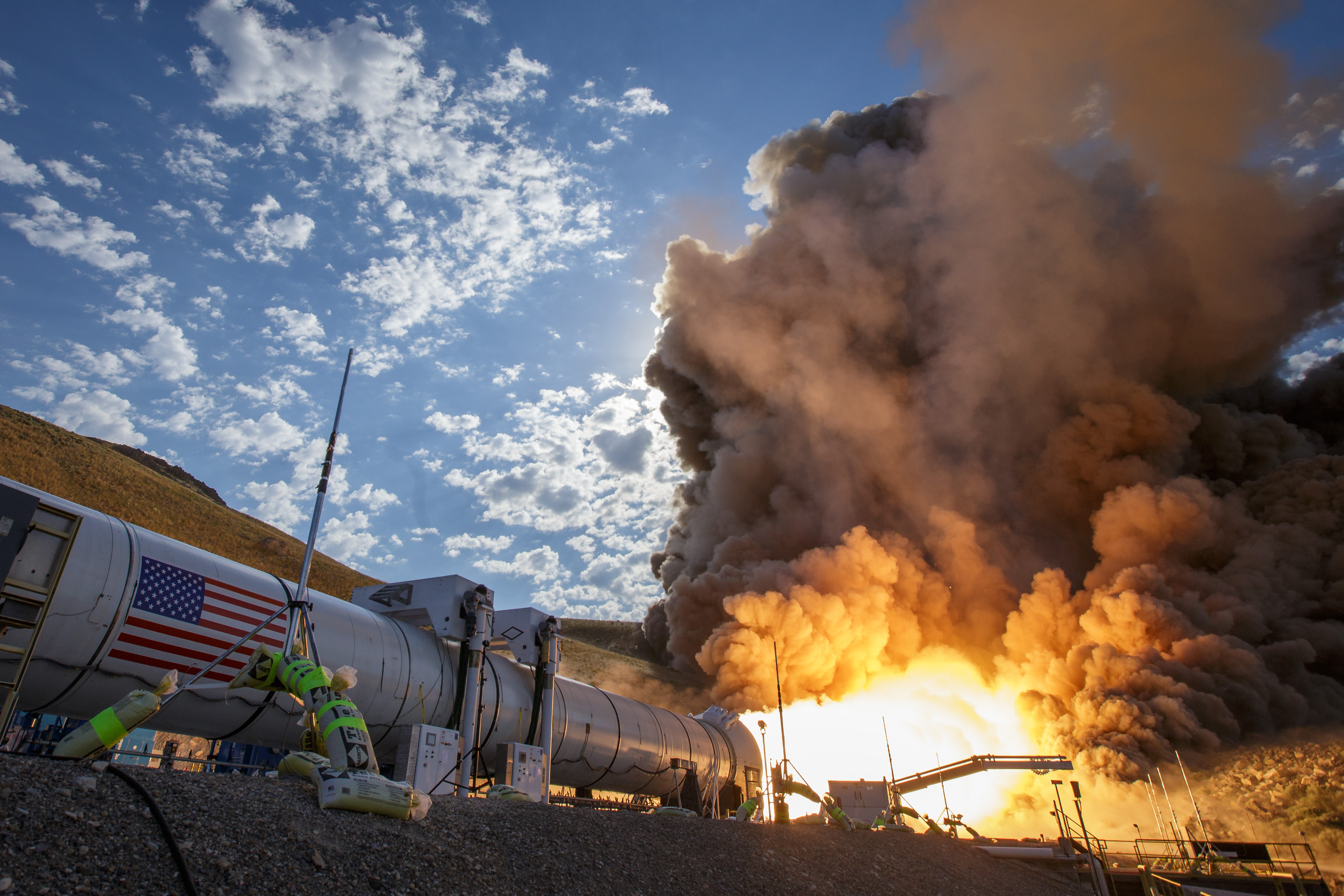
Il secondo ed ultimo test statico (QM-2) del Solid Rocket Booster a 5 segmenti dello Space Launch System (giugno 2016)

L'hardware del SRB viene spedito in treno al Kennedy Space Center della NASA per l'assemblaggio. Ogni booster è accoppiato allo stadio centrale dell'SLS tramite bracci sui segmenti di poppa e prua. Sul pad di lancio, il booster sostiene l'intero carico del veicolo di lancio. Durante il volo i booster funzionano per circa due minuti prima di separarsi dal Core Stage.
Per qualificare i nuovi SRB a 5 segmenti al volo sulle configurazioni Block 1 e 1B vennero pianificati 2 test statici su un motore di test denominato Qualification Motor (QM-1 e QM-2). I test vennero eseguiti l'11 marzo 2015 e il 28 giugno 2016, ed entrambi terminarono con completo successo, qualificando i nuovi SRB a 5 segmenti per l'utilizzo sullo Space Launch System.
Il 2 agosto 2017 un articolo sul sito della NASA riportò un ulteriore cambiamento nell'aspetto del vettore, apportando scacchiere in bianco e nero verniciate sia all'interno che all'esterno del veicolo permettendo l'esecuzione di fotogrammetrie; i dati raccolti permetteranno di misurare così le distanze critiche durante il volo, tra cui il jettison degli SRB dal Core Stage.

#### Booster avanzati
La NASA intende sostituire i razzi ausiliari da quelli a 5 segmenti derivati dallo Space Shuttle a di nuovi avanzati, a propellente solido o liquido, per innalzare il carico utile in LEO a 130 t con il Block 2 prevista per il primo volo nel 2029. La NASA pensò originariamente di incorporare questi booster avanzati nella variante Block 1A, ma questa venne abbandonata in favore del Block 1B, che utilizza gli stessi SRB a 5 segmenti combinati con il nuovo EUS; infatti il Block 1A avrebbe comportato un'accelerazione inadatta all'Orion MPCV con una conseguente costosa riprogettazione del Block 1. Dato che la NASA non previde di implementare questi booster nelle varianti Block 1 e 1B, avviò una gara per aggiudicare la ditta costruttrice dei booster avanzati del Block 2. Le proposte presentate furono 3:
- Aerojet Rocketdyne e Teledyne Brown, con un razzo ausiliario equipaggiato da motori derivati dai sovietici NK-33 a LOX/RP-1, ognuno da 2,2 MN di spinta a livello del mare. I motori sarebbero 8 AJ-26-500 oppure 4 AJ-1E6;[111][112][113][114]
- Pratt & Whitney Rocketdyne e Dynetics, con un razzo chiamato Pyrios, che userebbe due motori F-1B derivati dal propulsore F-1 a LOX/RP-1. Se selezionato, il carico utile sarebbe di 150 tonnellate in LEO. Ogni F-1B è capace di produrre 8 MN di spinta al livello del mare, rispetto ai 6,9 MN dell'F-1;[115][116][117]
- Orbital ATK con un SRB avanzato denominato Dark Knight alimentato da un propellente più energico, un involucro in materiale composito e resinoso leggero, un controllo della spinta vettoriale elettrico e un disegno di attracco al Core Stage adattabile per ridurre i costi del 40% e migliorare le prestazioni, apportando un grado di sicurezza maggiore del 23,5% rispetto agli attuali SRB a 5 segmenti e dimezzando le ore di lavoro a persona rispetto a quelle di un SRB.[118][119] La nuova punta del booster permetterebbe anche di ridurne il carico aerodinamico, migliorando l'efficienza della spinta (o impulso specifico).[118][119]

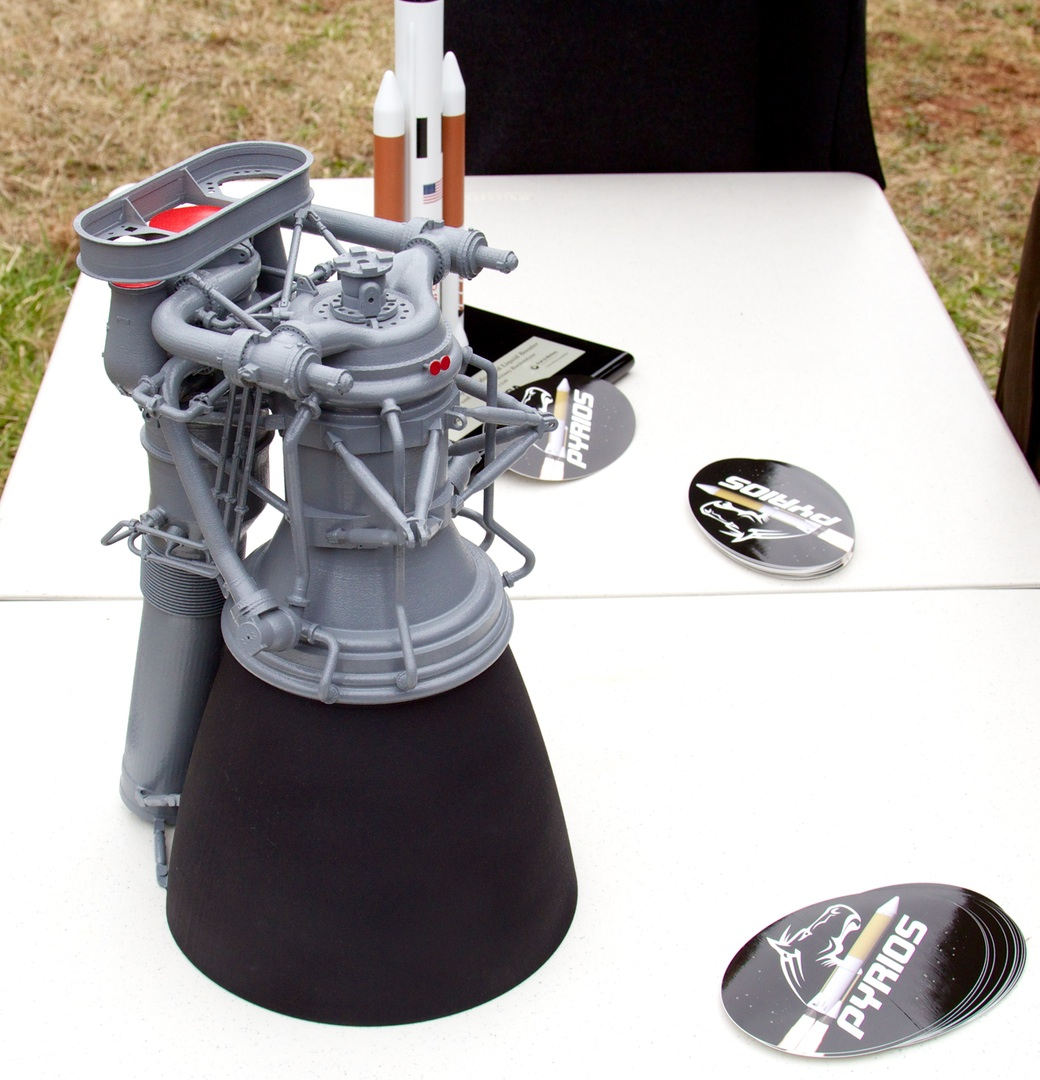
Un modello del F-1B. In alto a sinistra è possibile vedere anche un modellino del SLS Block 2 alimentato da due Pyrios

### Flight Control System (FCS)
Il Flight Control System dello Space Launch System si serve di un'architettura di controllo evoluta dai Saturn I, IB e V, lo Space Shuttle e l'Ares I-X ed è disposta per i primi voli senza equipaggio a seguito dei primi test in volo conseguiti con successo con l'Ares I-X e un McDonnell Douglas F/A-18 Hornet modificato.
Il Flight Control System opera attraverso:
- una miscelazione giroscopica, utile a ottimizzare l'attenuazione delle modalità strutturali a bassa frequenza unendo le frequenze di rotazione misurate dai vari sensori montati sulla suite della strumentazione;
- diversi filtri per il controllo PID e la stabilizzazione del veicolo in fase di curvatura;
- un algoritmo per la compensazione dei disturbi (DCA) derivato da quello dell'Ares I-X, che annulla i momenti esterni, minimizza la deriva laterale e allevia il carico di raffreddamento;
- un sistema di allocazione ottimale del controllo (OCA), dato dall'assegnamento specifico dei comandi ai rispettivi attuatori di controllo della spinta vettoriale;
- un sistema di Adaptive Augmenting Control (AAC) che modifica la risposta del sistema di controllo attitudinale fornendo un'architettura di controllo a guadagno fisso e apportando robustezza all'intero sistema. Inoltre aumenta e diminuisce le prestazioni del vettore a seconda della situazione in corso.

Durante la fase di spinta il controllo e la dinamica dell'ascensione sono caratterizzate da 3 sottofasi distinte: il decollo, l'elevata pressione dinamica, e la separazione dei boosters. Durante questa fase la navigazione è a ciclo aperto, per cui i comandi di orientamento vengono archiviati sotto forma di tabelle organizzate e caricate nel computer di volo prima del lancio.
Al decollo, il controllo viene mantenuto da entrambi i boosters e i motori del Core Stage per eseguire un'ascesa quasi perfettamente verticale evitando il contatto con la torre della struttura di lancio mobile o altre costruzioni. Le dinamiche di separazione dalla rampa devono resistere ai venti in superficie, per cui è necessaria una manovra di allontanamento a ciclo continuo allo scopo di guidare il veicolo lontano dalla torre. Queste manovre e la reazione del FCS ai vento sono i principali responsabili del controllo della spinta durante questa fase.
Durante la fase di elevata pressione dinamica, la navigazione a ciclo continuo inizializza la guida del beccheggio e dell'imbardata per seguire una traiettoria a fattore di carico pari a zero ruotando simultaneamente il veicolo e portando l'equipaggio dell'Orion MPCV a testa in giù. Durante questo periodo il veicolo viene guidato attraverso un angolo di accesso di 0° in accordo al disegno della traiettoria di volo diurna basata su misurazioni pre-lancio del vento. Durante questa fase la spinta viene controllata dalle manovre di guida del rollio e dai venti superiori. All'avvicinarsi dell'evento di separazione dei boosters (jettison) il controllo della spinta vettoriale viene unificato nel Core Stage dove prevale il momento d'imbardata come risultato delle variazioni di spinta dei boosters laterali.
Il volo del singolo Core Stage può essere suddiviso in 2 fasi marcate dagli eventi jettison Encapsulated Service Module/Launch Abort System (ESM/LAS). Durante il volo del primo stadio la modalità di navigazione è a ciclo chiuso, utilizzando un algoritmo di guida tangente lineare derivato dallo Shuttle e conosciuto come Powered Explicit Guidance (PEG). Nella prima fase del volo (prima dell'evento jettison ESM/LAS) il PEG inizia a governare il veicolo nel target di ascesa e compensa agli errori di traiettoria accumulati durante il volo. Il PEG viene attivato il prima possibile durante il volo così da minimizzare le riserve di propellente necessarie a raggiungere l'orbita selezionata. Generalmente dopo il jettison ESM/LAS il sistema di controllo del volo risponde solo a leggeri disturbi dinamici dovuti a variazioni di massa, rigidezza e residui di propellente dovuti allo svuotamento dei serbatoi.

## Costi del progetto

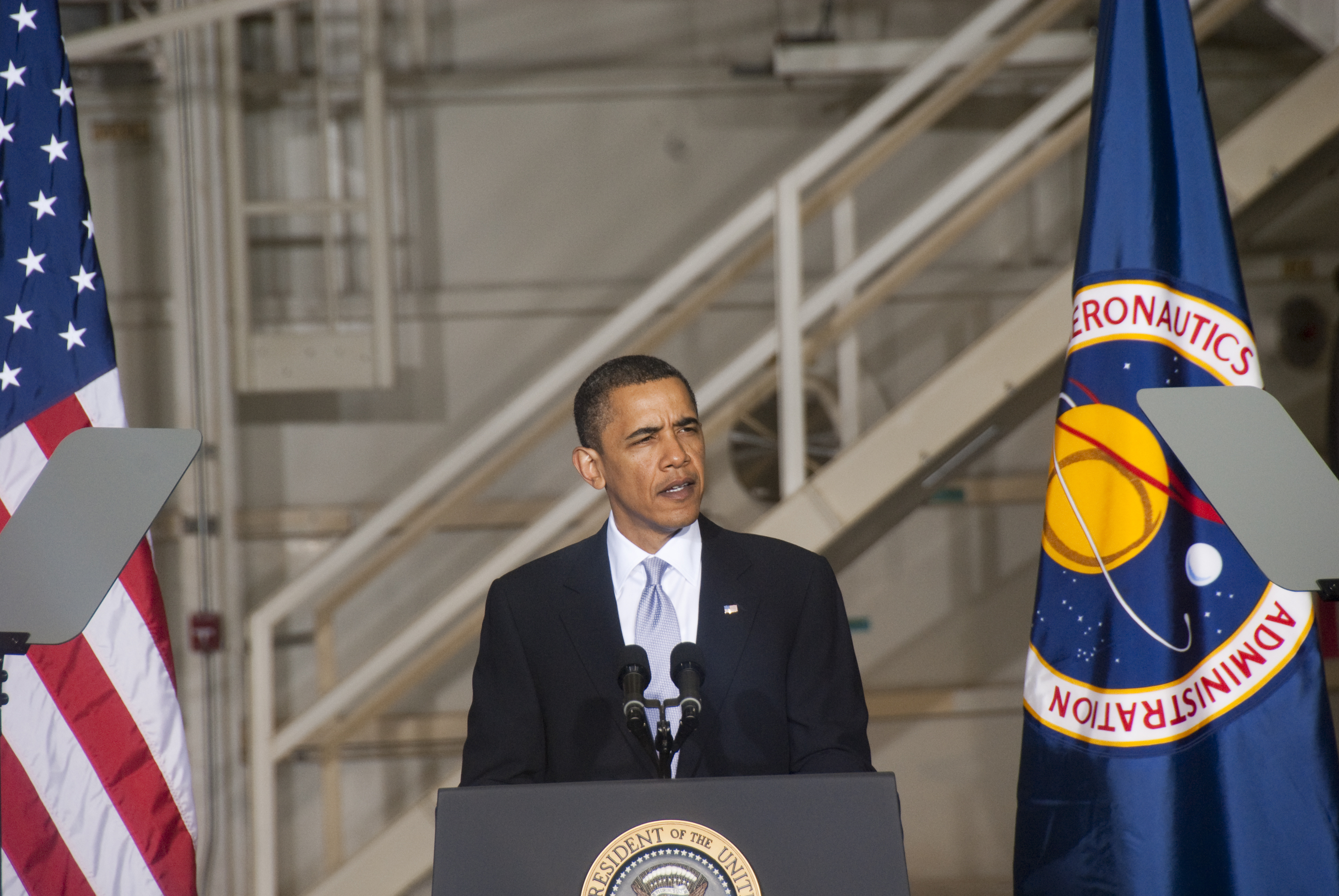
Il Presidente Barack Obama fa il suo discorso all'Operations and Checkout Building del KSC, il 15 aprile 2010.

Quando, nel settembre 2011, il Senato e la NASA presentarono lo Space Launch System, venne dichiarato che il programma avrebbe avuto un costo di sviluppo di 18 miliardi di dollari fino al 2017, di cui 10 miliardi per il razzo, 6 per l'Orion e 2 per le modifiche alla rampa di lancio e alle altre attrezzature al Kennedy Space Center, in base ai calcoli ottimistici fatti da Booz Allen Hamilton per la NASA. Un altro documento, non ufficiale, dell'agenzia spaziale statunitense stimava che invece i costi del programma fino al 2025 sarebbero stati almeno di 41 miliardi di dollari per 4 voli da 70 t (di cui uno senza equipaggio) e che il Block 2 non sarebbe stato pronto prima del 2030.
Nel 2010 l'Human Exploration Framework Team (HEFT) stimò che i costi di sviluppo del Block 0 sarebbero stati di 1,6 miliardi di dollari mentre il Block 1 avrebbe richiesto 1,86 miliardi. Tuttavia, dato che queste stime vennero fatte prima della cancellazione del Block 0 (avvenuta nel tardo 2011) il disegno del veicolo era ancora incompleto, tanto che nel 2013 The Space Review previde un costo per lancio di almeno 5 miliardi di dollari.
Il responsabile del progetto SLS Jody Singer (Marshall Space Flight Center), a Huntsville, in Alabama dichiarò nel settembre 2012 che un realistico costo per lancio del vettore sarebbe stato di 500 milioni di dollari, indipendentemente dalla configurazione considerata. In confronto, il costo di un Saturn V nel 1971 era di 189 milioni di dollari, o 1,23 miliardi di dollari nel 2016.
Il 24 luglio 2014 il Government Accountability Office annunciò che l'SLS non sarebbe stato lanciato per la fine del 2017 per mancanza di finanziamenti adeguati, rimandando il primo volo al 30 settembre 2018.
Per l'anno fiscale 2015 il Congresso assegnò alla NASA un bilancio di 1,7 miliardi di dollari per l'SLS, un valore 320 milioni di dollari più alto rispetto a quello richiesto dall'amministrazione Obama.
Nel novembre 2019, il comitato degli stanziamenti per il senato ha stimato che il costo del SLS sarà per ogni lancio di circa 2 miliardi di $, più del doppio di quanto previsto in precedenza.

### Cronologia dei fondi
Per gli anni fiscali dal 2011 al 2015, il programma SLS venne finanziato con 7,7 miliardi di dollari circa, equivalenti a 8,3 miliardi di dollari del 2016 usando i nuovi indici di calcolo inflazionario.
| Anno fiscale | Fondi in milioni di USD | Riferimenti esterni |
| ------------ | ----------------------- | ------------------- |
| 2011         | $1536,1                 | [ 140 ]             |
| 2012         | $1497,5                 | [ 141 ]             |
| 2013         | $1414,9                 | [ 142 ]             |
| 2014         | $1600,0                 | [ 143 ]             |
| 2015         | $1700,0                 | [ 143 ]             |
| 2016         | $1915,0                 | [ 144 ]             |
| 2017         | $2150,0                 | [ 145 ] [ 146 ]     |
| Totale       | $11813,5                |                     |

Nel 2016 il programma SLS, esclusi i lavori sull'Exploration Upper Stage (EUS), venne finanziato con circa 1,9 miliardi di dollari con altri 7,18 previsti tra 2017 e 2021. Il programma ha un livello di fiducia del 70%, con il completamento della fase iniziale nel 2023 in accordo con l'amministratore della NASA Robert Lightfoot.
Nel 2017, sotto l'amministrazione Trump, il bilancio della NASA calò a 19,3 miliardi di dollari, ma gran parte di esso venne assegnato al programma SLS, con ben 2,15 miliardi di dollari per il progetto del razzo e 300 milioni di dollari da spendere sul nuovo EUS.
Tutti questi costi escludono:
- Quelli precedenti dell'Ares V (finanziato dal 2008 al 2010);[151]
- Quelli precedenti dell'Ares I (finanziato dal 2006 al 2010, con un totale di 4,8 miliardi di dollari di sviluppo che includevano gli stessi SRB a 5 segmenti usati sull'SLS);[151][152]
- Quelli dell'Exploration Upper Stage;
- I costi di assemblaggio, integrazione, preparazione e lancio dell'SLS e dei carichi come l'Orion (finanziati sotto il Ground Operations Project e 400 milioni di dollari all'anno)[143][153].

## Critiche
Subito dopo la decisione del Presidente Barack Obama di cancellare il Programma Constellation, nel quale erano già stati spesi 10 miliardi di dollari, si mossero i comandanti delle missioni Apollo 11, 13 e 17 Neil Armstrong, Jim Lovell e Eugene A. Cernan, definendo in una lettera mandata nell'aprile 2010 i piani di Obama "devastanti" e "privi di specifiche e revisioni corrette"; "In nessun punto troviamo un impegno finanziario per sostenere questo sforzo nazionale", ha affermato Cernan, aggiungendo più tardi che "questa proposta di bilancio non presenta sfide, non ha fuoco e in realtà è un progetto per una missione inesistente".
In una rara apparizione pubblica, Armstrong esaminò le motivazioni di Obama, affermando che l'SLS era semplicemente "un piano invisibile a tanti e probabilmente inventato da un piccolo gruppo segreto che persuase il presidente che questa era un'occasione unica per mettere il suo timbro su un nuovo e innovativo programma". In un momento successivo aggiunse: "Credo che il Presidente fosse stato consigliato poco bene."
In risposta a queste critiche, il consigliere scientifico della Casa Bianca John Holdren affermò che l'amministrazione Obama "era stabile nel suo impegno per l'esplorazione spaziale e nel supporto della missione della NASA", insistendo affinché Obama si consultasse con lui, l'amministratore della NASA Charles Bolden e altre persone prima di prendere la decisione finale.
Nonostante l'opposizione dei comandanti Apollo, altri colleghi, inclusi Buzz Aldrin, Sally Ride (la prima donna americana nello spazio) e molti altri astronauti, supportano i piani di Obama. Infatti Armstrong, Cernan e Lovell servirono il Paese in un'era in cui l'agenzia aveva a sua disposizione una gran quantità di bilancio federale e prima che la missione dell'agenzia avesse autentiche responsabilità scientifiche. Negli anni la NASA aggiunse anche molte precauzioni sanitarie costose, per cui ricreare un programma come quello Apollo è molto più difficile.
Tuttavia, i primi piani di Obama prevedevano un aumento nel budget della NASA in un momento in cui la maggior parte dei budget delle agenzie spaziali venivano tagliati, ma ciò intaccò i legislatori degli Stati del Sud dove erano basati gran parte dei centri NASA e dei suoi contraenti. Il Senatore George LeMieux dimostrò più volte la sua preoccupazione nei confronti del nuovo programma, che consentirà agli altri Stati di superare gli Stati Uniti nello spazio. "Non voglio pensare a come spiegare ai miei bambini come mai i cinesi stanno piantando la propria bandiera sulla Luna al posto nostro", affermò LeMieux a una conferenza.
Date le vaste quantità di denaro investite dal Senato sul nuovo programma a discapito del precedente Constellation (centinaia di miliardi di dollari in 30 anni), il vettore è stato spesso nominato Senate Launch System, come modo per incentivare l'occupazione in stati come l'Alabama dove l'industria aerospaziale riveste un ruolo economico fondamentale.

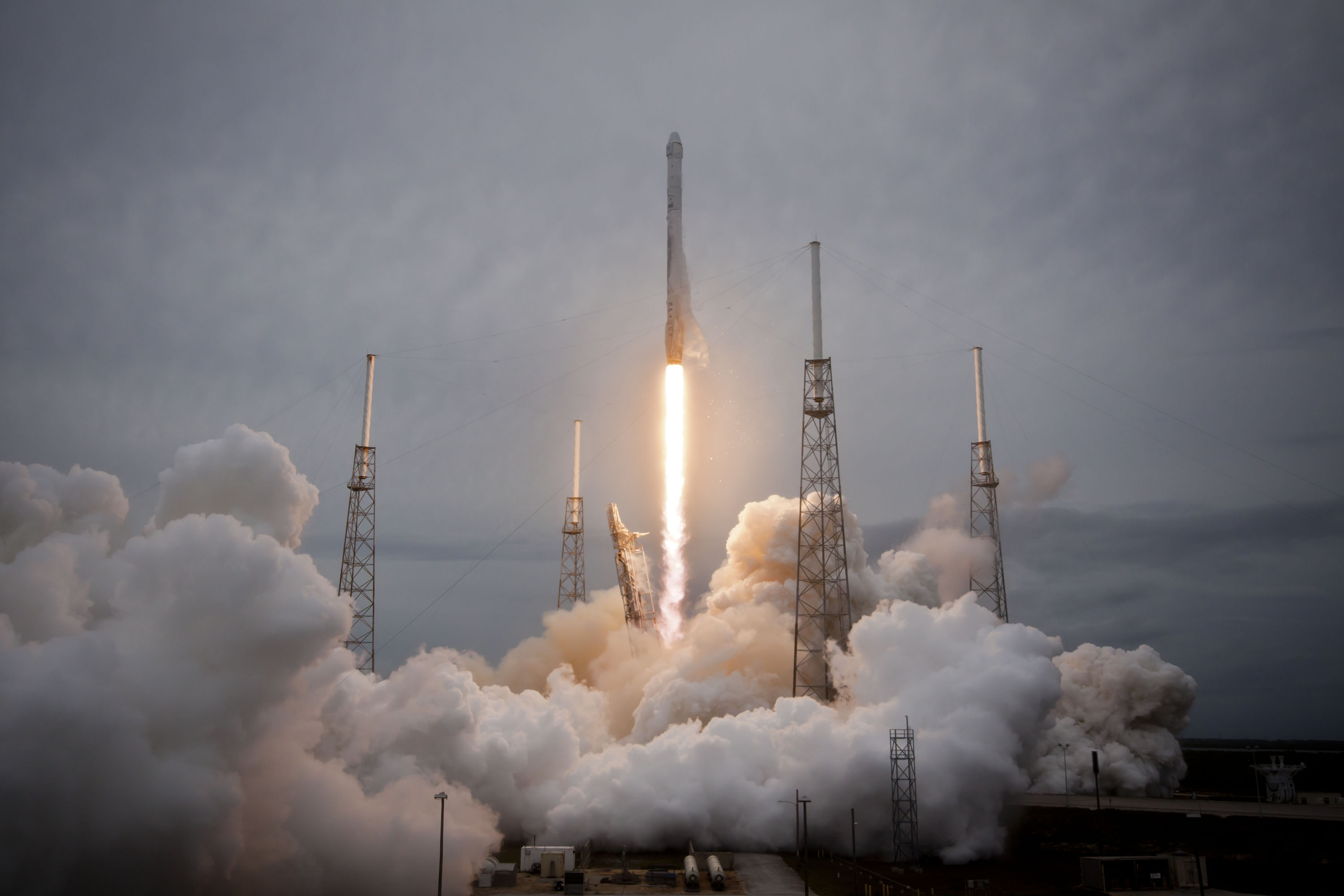
Lancio di un Falcon 9 v1.1 durante SpX CRS-3

Al 2017 diverse testate mettono lo Space Launch System a confronto con altri razzi vettori molto meno costosi (come il Falcon Heavy, il New Glenn o il Vulcan), mettendone in dubbio il mantenimento una volta entrato in servizio. A luglio 2017 si prevede che i costi del nuovo veicolo di lancio pesante, a partire dal 2021, ammonteranno a circa 2 miliardi di dollari l'anno, con 400 dipendenti Boeing al lavoro sul Core Stage, il più complesso componente del sistema, prevedendo un calo di circa 1 miliardo di dollari non prima di EM-3. A confronto, il costo più alto per un Falcon Heavy è di 90 milioni di dollari con un carico in LEO di 63,8 t e TMI di 16,8 t. Inoltre, dato che la NASA possiede già un accordo commerciale con SpaceX, potrebbe utilizzare il Falcon 9 FT come booster senza dover pagare nemmeno spese aggiuntive.
Con l'andamento attuale del Journey to Mars, la NASA prevede che per mandare un equipaggio su Marte nei prossimi 30 anni saranno necessari ben 400 miliardi di dollari, di cui più di 38 solo nello sviluppo delle varianti Block 1 e 1B dell'SLS.
Tra il 2017 e il 2020 entreranno in servizio molti veicoli di lancio pesanti di nuova generazione, capaci di raggiungere e superare le capacità dello Space Launch System a un costo notevolmente inferiore, rendendo l'SLS sostanzialmente inutile nel caso in cui i calcoli fatti non si rivelassero realistici (come quelli che caratterizzarono il precedente STS). Per questi motivi, al 2017, l'agenzia spaziale governativa americana tiene "in riserva" i partner commerciali nel caso in cui il programma fallisse.
A novembre 2017, a seguito dello slittamento del primo lancio nello spazio il presidente della commissione scientifica della NASA Lamar Smith ha dichiarato che ulteriori ritardi nello sviluppo di SLS e della navetta Orion potrebbero minare la fiducia ed il sostegno del Congresso. I commenti di Smith rappresentano uno dei rimproveri più forti finora effettuati da un membro leader del Congresso concernenti i progressi su SLS e Orion

## Confronto con altri vettori pesanti
| Veicolo              | Destinazione                           | Carico in tonnellate | Testato?       |
| -------------------- | -------------------------------------- | -------------------- | -------------- |
| SLS Block 1          | Orbita terrestre bassa                 | 70                   | No             |
| SLS Block 1          | Terra-Luna L-2                         | 28                   | No             |
| SLS Block 1          | Near Earth Object                      | 12                   | No             |
| SLS Block 1          | Orbita lunare bassa                    | 12                   | No             |
| SLS Block 1          | Giove                                  | 4                    | No             |
| SLS Block 1B         | Orbita terrestre bassa                 | 105                  | No             |
| SLS Block 1B         | Trans Lunar Injection                  | 39,2                 | No             |
| SLS Block 1B         | Terra-Luna L-2                         | 45                   | No             |
| SLS Block 1B         | Terra-Sole L-2                         | 40                   | No             |
| SLS Block 1B         | Near Earth Object                      | 40                   | No             |
| SLS Block 1B         | Saturno                                | 6                    | No             |
| SLS Block 1B         | Urano                                  | 5                    | No             |
| SLS Block 2          | Orbita terrestre bassa                 | 130                  | No             |
| SLS Block 2          | 200 UA                                 | 2                    | No             |
| Saturn V             | Orbita terrestre bassa                 | 140                  | Si             |
| N1                   | Orbita terrestre bassa                 | 95                   | Senza successo |
| Energia              | Orbita terrestre bassa                 | 100                  | Si             |
| Vulcan Heavy + ACES  | Orbita terrestre bassa                 | 46,5                 | No             |
| New Glenn a 2 stadi  | Orbita terrestre bassa                 | 45                   | No             |
| New Glenn a 3 stadi  | Orbita terrestre bassa                 | 70                   | No             |
| Falcon Heavy         | Orbita terrestre bassa                 | 63,8                 | Si             |
| Falcon Heavy         | Orbita di trasferimento geostazionaria | 26,7                 | No             |
| Falcon Heavy         | Marte                                  | 16,8                 | No             |
| ITS (riutilizzabile) | Orbita terrestre bassa                 | 300                  | No             |
| ITS (a perdere)      | Orbita terrestre bassa                 | 550                  | No             |
| Sea Dragon           | Orbita terrestre bassa                 | 550                  | No             |

## Voli confermati
| Missione                  | Acronimo | Block              | Con equipaggio? | Data di lancio   | Stato       | Durata           | Sommario della missione                                                                        | Destinazione    | Note            |
| ------------------------- | -------- | ------------------ | --------------- | ---------------- | ----------- | ---------------- | ---------------------------------------------------------------------------------------------- | --------------- | --------------- |
| Artemis 1                 | EM-1     | SLS Block 1 Crew   | No              | 16 Novembre 2022 | Successo    | 26 giorni        | Invio della capsula Orion in orbita attorno alla luna e dispiegamento di 10 satelliti CubeSat. | Orbita lunare   |                 |
| Artemis 2                 | EM-2     | SLS Block 1 Crew   | Si (4)          | 2024             | Pianificata | 8 - 21 giorni    | Sorvolo lunare con equipaggio                                                                  | Orbita lunare   |                 |
| Artemis 3                 | EM-3     | SLS Block 1 Crew   | Si (4)          | ottobre 2025     | Pianificata | 30 giorni        | Allunaggio con equipaggio umano                                                                | Orbita lunare   |                 |
| Artemis 4                 | EM-4     | SLS Block 1B Crew  | Si (4)          | 2026             | Pianificata | 30 giorni        | Volo logistico DSG                                                                             | Orbita lunare   |                 |
| Asteroid Redirect Mission | ARM      | SLS Block 1B Crew  | Si (4)          | 2026             | Cancellata  | 25 giorni        | Studio di un masso prelevato da un asteroide NEA                                               | Orbita lunare   | [ 193 ] [ 194 ] |
| Artemis 5                 | EM-5     | SLS Block 1B Crew  | Si (4)          | 2027             | Proposta    | 26 - 42 giorni   | Trasporto dell'airlock del Deep Space Gateway (DSG)                                            | Orbita lunare   |                 |
| Artemis 6                 | EM-6     | SLS Block 1B Cargo | No              | 2028             | Proposta    | TBD              | Lancio del Deep Space Transport (DST) verso il DSG                                             | Orbita lunare   |                 |
| Artemis 7                 | EM-7     | SLS Block 1B Crew  | Si (4)          | 2029             | Proposta    | 191 - 221 giorni | Volo check-out presso il Deep Space Gateway (DSG)                                              | Orbita lunare   |                 |
| Artemis 8                 | EM-8     | SLS Block 2 Cargo  | No              | 2030             | Proposta    | TBD              | Volo logistico DSG                                                                             | Orbita lunare   |                 |
| Artemis 9                 | EM-9     | SLS Block 2 Crew   | Si (4)          | 2031             | Proposta    | 1 anno           | Volo DST di lunga durata presso il DSG                                                         | Orbita lunare   |                 |
| Artemis 10                | EM-10    | SLS Block 2 Cargo  | No              | 2032             | Proposta    | TBD              | Volo logistico DSG                                                                             | Orbita lunare   |                 |
| Artemis 11                | EM-11    | SLS Block 2 Crew   | Si              | 2033             | Proposta    | 2 anni           | Volo verso Marte                                                                               | Orbita marziana |                 |